# Morro del Paso Peak
Der Morro del Paso Peak (englisch; spanisch Cero Morro del Paso) ist ein Berg im Norden des Grahamland auf der Antarktischen Halbinsel. Auf der Trinity-Halbinsel ragt er südwestlich des Ogoja-Gletschers auf.
Die Benennung erfolgte durch argentinische Wissenschaftler.